# Ardisia applanata
Ardisia applanata är en viveväxtart som beskrevs av C. M. Hu och J. E. Vidal. Ardisia applanata ingår i släktet Ardisia och familjen viveväxter. Inga underarter finns listade i Catalogue of Life.